# Stonemans Raid van 1863
Stonemans Raid van 1863 vond plaats tussen 13 april en 6 mei 1863 in Virginia en ging vooraf aan de Slag bij Chancellorsville tijdens de Amerikaanse Burgeroorlog. In april 1863 zette het Noordelijke leger onder leiding van generaal-majoor Joseph Hooker zich in beweging om de Zuidelijken onder generaal Robert E. Lee uit hun defensieve stellingen bij Fredericksburg te manoeuvreren. Hij stuurde de cavalerie onder leiding van generaal George Stoneman eropuit om zich tussen Lee en Richmond, de Zuidelijke hoofdstad, te manoeuvreren. Hooker hoopte dat Stoneman erin zou slagen om de strategische Orange and Alexandria Railroad bij Gordanville te vernietigen. Zo zou de toevoerlijn voor Lee's leger afgesneden worden waardoor Lee zich zou moeten terugtrekken vanuit Fredericksburg. John Buford kreeg het bevel over de reservebrigade. Op 12 april schreef Hooker naar Stoneman het volgende bericht:"Laat uw wachtwoord vechten luiden en ook al uw bevelen vechten, vechten, vechten als leidraad gebruiken."

## Prelude
Om 08.00u 's morgens op 13 april 1863 vertrok Bufords brigade bestaande uit de Eerste, Tweede, Vijfde en zesde U.S. Cavalry uit Falmouth, Virginia. Hun doel was de communicatielijn tussen Petersburg en het Zuidelijke achterland door te knippen in voorbereiding van de grote aanval van Hooker op Lee's leger. De volgende dag raakten ze slaags met Zuidelijke artillerie bij Kelly’s Ford, Virginia. Na een kort artillerieduel trokken de Zuidelijken zich terug. Op 15 april bereikten ze Rappahannock Bridge. Daar wachtten ze op nieuwe bevelen. Door zware regenval waardoor de wegen in modderpoelen veranderden, staken ze pas de 29ste de rivier over.
Uit de gedetailleerde verslagen van Buford kan de raid gevolgd worden:
- "Het regiment bereikte Morrisville op de 16th nadat we Marsh Run hadden overgestoken."
- "…trokken verder naar Kelly’s Ford. Door mist en slechte wegen slaagden we er niet in om Kelly’s Ford te bereiken."
- "Tussen het moment dat we op de 15de Rappahannock Bridge hadden bereikt en de 29ste toen we Kelly’s Ford hadden overgestoken leek het of de goden tegen ons waren. Zo veel regen en modder hadden we nog nooit gezien. Tijdens de tocht waren de wegen in zeer slechte staat. De brigade moest veel doorstaan."

## De raid

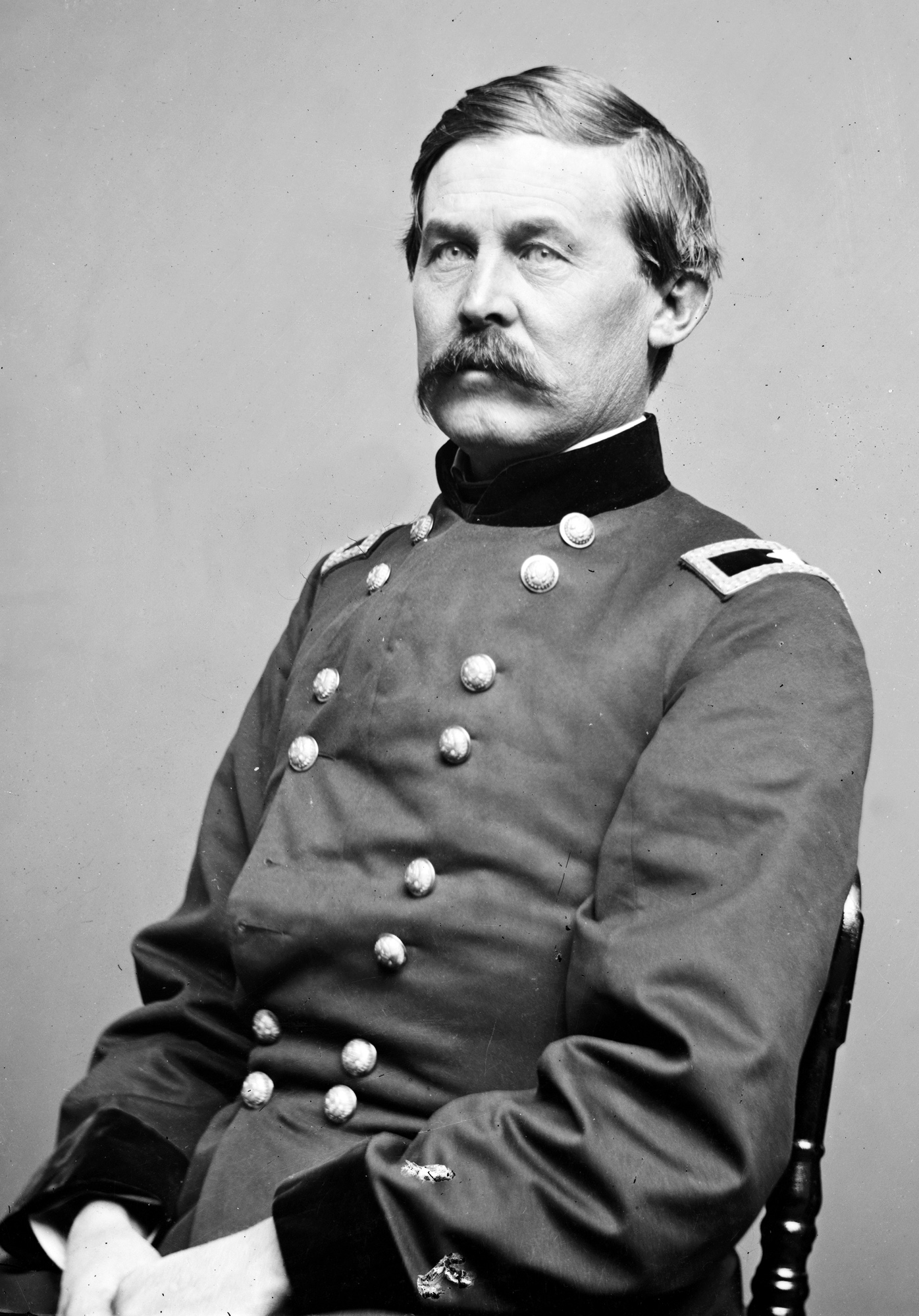
Generaal John Buford 1863

Op 29 en 30 april zocht Bufords cavalerie oversteekplaatsen terwijl ze nu en dan slaags raakten met Zuidelijke voorposten. Het weer bleef slecht en de voorraden en uitrusting van de soldaten werden drijfnat. Dode en gedode paarden markeerden de route die de Noordelijken hadden genomen. Op 2 mei kampeerde Bufords brigade op de zuidelijke oever van de North Anna-rivier. Nu kon het beginnen aan zijn opdracht.
Op 2 mei vernietigden kapitein Myles Keogh en luitenant Walkers C Company, Fifth U.S. Cavalry 15 goederenwagons bij Thompson’s Cross Roads. De veroverde muilezels werden verdeeld onder de soldaten om de kreupele paarden te vervangen. De First U.S. Cavalry van kapitein Lord trok op naar Tolersville en Frederickshall om de spoorwegbrug en rails daar te vernietigen.
Op 4 mei nam kapitein Harrison met de Fifth U.S. Cavalry het op tegen de Zuidelijke cavalerie onder Rooney Lee, de zoon van Robert E. Lee.

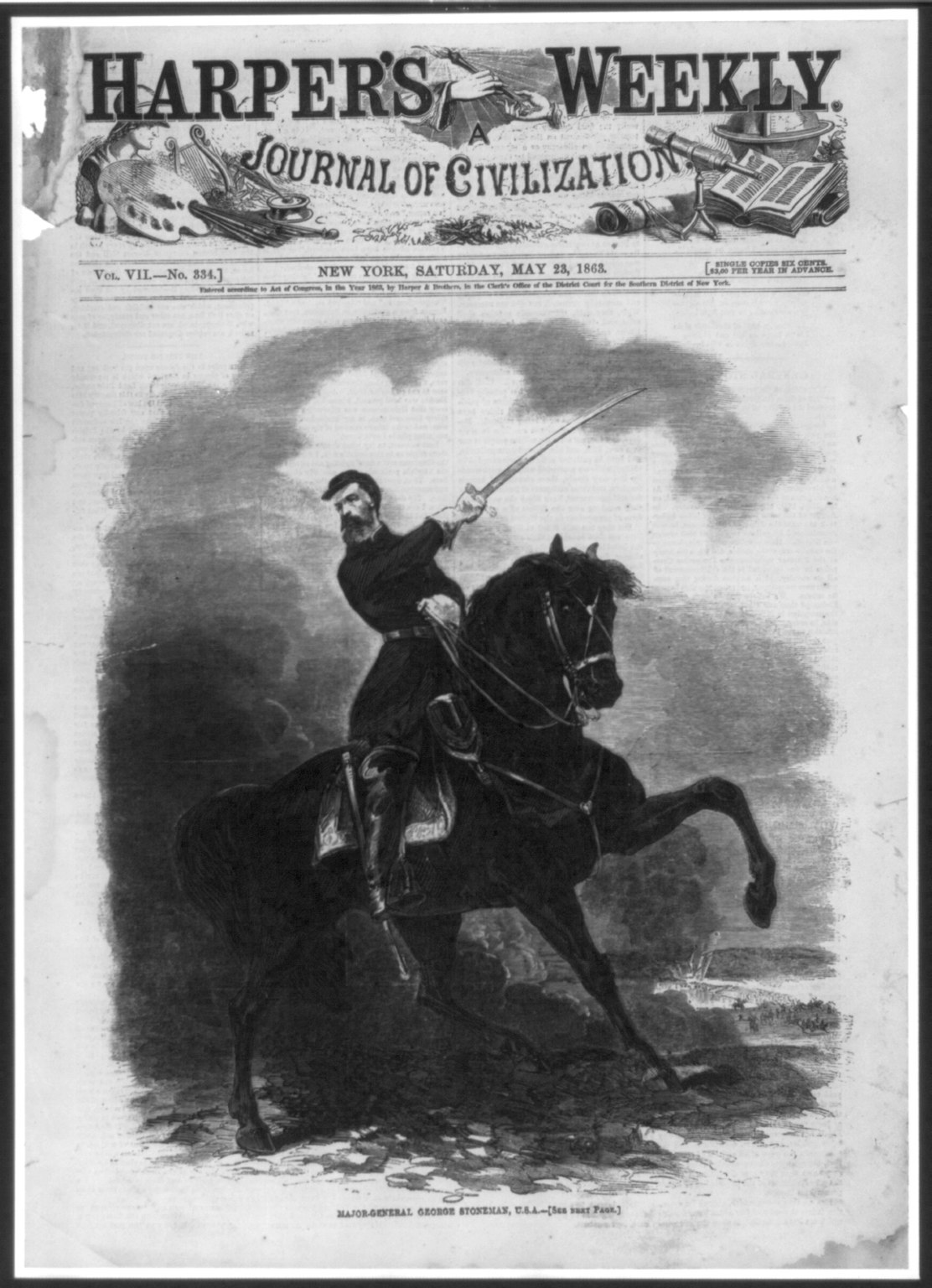
George Stoneman, lithografie op de cover van Harper's Weekly, 23 mei 1863

De volgende dag, 5 mei, waren slechts 646 paarden in de brigade nog in staat om de opmars voort te zetten. Buford keerde terug naar Louisa en Gordansville om de gerepareerde infrastructuur voor een tweede maal te vernietigen. Tegen het invallen van de duisternis versloegen ze eenheid van Zuidelijke infanterie en artillerie.
Ondertussen trok de hoofdmacht onder Stoneman na hun destructief werk terug naar Hooker.
Rond 6 mei vond Buford aansluiting bij Stoneman. Ze trokken verder naar het Noordelijke hoofdkwartier bij Falmouth in Virginia. Daar konden ze bekomen van de moeilijke omstandigheden waarin ze hun opdracht hadden vervuld. Buford zou zeer snel bevorderd worden. De nieuwe structuur van de verenigde Noordelijke cavalerie begon vruchten af te werpen.